# Koina (Gambia)
Koina is een plaats gelegen in het district Kantora in Gambia. De plaats is met zijn 4089 inwoners na Garowol de grootste plaats van het district. De plaats ligt enkele kilometers ten oosten van de Gambia. Koina ligt aan het einde van een onverharde hoofdweg, die bij Fatoto begint.

## Demografie
In de onderstaande grafiek staan het aantal inwoners in verschillende jaren: